# Kurd Maverick
Kurd Maverick, de son vrai nom Cihan Ötün (né en 1978 à Tunceli, en Turquie), est un producteur et DJ allemand de house.

## Biographie
Son prénom (Kurd) vient de son origine kurde. Cihan Ötün connait son premier succès musical en 2005 avec un remix de Pump Up the Jam de Technotronic sous le pseudonyme de Kurd Maverick. Le remix parait sur le label discographique britannique Ministry of Sound. Son premier single The Rub (I Never Rock) sort en 2006 chez Kontor Records. Les voix du single sont composées par Kurd Maverick lui-même. Son plus grand succès, avec Eddie Thoneick, est la version house de Love Sensation, le tube numéro un des années 1980 de Loleatta Holloway. Cette nouvelle version se hisse à la 39e place du hit-parade britannique des singles. Un troisième single, Let's Work, sort en 2007 chez Kontor Records.
Maverick est également un artiste de remixes très demandé et produit des remixes pour Robbie Williams, Bob Sinclar, Basement Jaxx, Rosenstolz, Erick Morillo, Boy George et les Pet Shop Boys, entre autres.
Au début de l'année 2010, Kurd Maverick fonde son propre label discographique appelé Otune! Records. 

## Discographie

### Singles
- 2006 : The Rub (I Never Rock)
- 2006 : Love Sensation 2006 (avec Eddie Thoneick) (39e place au Royaume-Uni, 89e en Allemagne[2])
- 2007 : Let's Work
- 2007 : String of Tortuga
- 2007 : Rise! (mit Tapesh feat. Terri B!)
- 2008 : Let the Freak Out! (avec Azin)
- 2008 : (All Over) the World
- 2009 : Love Emergency (avec Sam Obernik)
- 2009 : Blue Monday (54e place en Allemagne, 57e en Autriche[2])
- 2009 : Ring Ring Ring (avec Rud)
- 2010 : Shine a Light
- 2011 : N.Y.C (avec Terri B!)
- 2012 : Hell Yeah
- 2014 : Jump Around
- 2016 : The Rub Revisit 2016
- 2016 : All I Wanna Do
- 2018 : RECKLESS
- 2018 : He’s Alright EP
- 2018 : Wake Up
- 2019 : Lonely (avec Eddie Thoneick)
- 2019 : Brunhilde
- 2019 : Everywhere Is House
- 2019 : Turn Up
- 2019 : Chicago (avec Eddie Thoneick)
- 2020 : Understand Me EP
- 2020 : Dancing to

### Remixes (sélection)
- 2005 : D.O.N.S. feat. Technotronic - Pump Up the Jam
- 2006 : Basement Jaxx - Take Me Back to Your House
- 2006 : Soul Avengerz feat. Javine - Don't Let the Morning Come
- 2006 : Full Intention - Soul Power
- 2006 : Robbie Williams - Lovelight
- 2006 : Chic Flowerz vs. Muriel Fowler - Gypsy Woman
- 2006 : Sonique - Tonight
- 2006 : John Dahlbäck - Nothing Is for Real
- 2007 : Bob Sinclar - Everybody Movin'
- 2007 : Tim Deluxe feat. Simon Franks - Let the Beats Roll
- 2008 : Rosenstolz - Wie Weit Ist Vorbei
- 2008 : Eddie Thoneick - I Wanna Freak U
- 2009 : Pet Shop Boys - Love Etc.
- 2010 : Boy George - Amazing Grace
- 2010 : Alex Gaudino - I'm In Love (I Wanna Do It)
- 2010 : Eddie Thoneick feat. Andy P. - Love Under Pressure